# 前海鐵路
前海鐵路是一條目前尚在規劃階段的跨境鐵路，從香港屯馬線未來鄰近鍾屋村的洪水橋站出發，或可途經深圳灣口岸，終點設於深圳南山區擴建中的前海深港現代服務業合作區。這條鐵路的原因，其實早於深圳灣大橋規劃之時就已有人提出，但當時香港政府聲稱「把深圳灣大橋建成鐵路公路兩用大橋造價過高，而且不切實際」而作罷。及至前規劃署署長凌嘉勤退休後於2019年向香港特區政府提交意見書，「促請當局把洪水橋新發展區提升新界北核心商業區(CBDN)的層面」；並且應於未來洪水橋市中心增設的港鐵站預留土地增建一個轉乘鐵路站，以便未來可適時與深圳市商討進行跨境鐵路連接洪水橋至一水之隔的前海的聯合研究。
2021年，有關計劃在香港特首林鄭月娥公布施政報告前再度提出，傳出已交與財政司研究及規劃；隨後在10月6日公布的施政報告與《北部都會區發展策略》中，將「連接洪水橋╱厦村至深圳前海的港深西部鐵路」列為策略中北部都會區的鐵路項目。
由於鐵路涉及跨境，具體過境設施應利用深圳灣口岸還是於洪水橋或前海建設，是規劃的爭議點之一。但支持者認為推動鐵路的建設，有助於香港迎合國家在大灣區的規劃。

## 參看
- 深圳地鐵11號線
- 蛇口鐵路